# Salvador Gurri
Salvador Gurri i Corominas (Barcellona, 1749 – Barcellona, 1819) è stato uno scultore spagnolo.

## Biografia
Salvador Gurri è stato uno degli scultori e professori della Escuela de la Lonja della città di Barcellona, in cui ha avuto allievi come Damià Campeny. Nel 1777 è nominato accademico di merito della Reale Accademia delle Belle Arti di San Fernando di Madrid.
Ha lavorato nella Cattedrale di Lleida e per varie chiese di Barcellona, realizzando opere denominate retablos, fra i quali sono degni di nota il retablo del Cristo y las Almas, per la chiesa di Sant'Antonio di Vilanova i la Geltrú (nel 1770) e il retablo della Basilica di Santa María de Mataró (lavori svolti tra il 1778 e il 1804).